# Раймерсбург (Пенсільванія)
Раймерсбург (англ. Rimersburg) — місто (англ. borough) в США, в окрузі Клеріон штату Пенсільванія. Населення — 942 особи (2020).

## Географія
Раймерсбург розташований за координатами 41°2′27″ пн. ш. 79°30′9″ зх. д. / 41.04083° пн. ш. 79.50250° зх. д. (41.040798, -79.502406).  За даними Бюро перепису населення США в 2010 році місто мало площу 0,94 км², уся площа — суходіл.

## Демографія
Згідно з переписом 2010 року, у селищі мешкала 951 особа в 397 домогосподарствах у складі 256 родин. Густота населення становила 1010 осіб/км².  Було 443 помешкання (470/км²).
Расовий склад населення:
| - 98,2 % — білих - 0,6 % — чорних або афроамериканців - 0,1 % — азіатів |

До двох чи більше рас належало 0,7 %. Частка іспаномовних становила 0,4 % від усіх жителів.
За віковим діапазоном населення розподілялося таким чином: 23,4 % — особи молодші 18 років, 61,4 % — особи у віці 18—64 років, 15,2 % — особи у віці 65 років та старші. Медіана віку мешканця становила 38,1 року. На 100 осіб жіночої статі у селищі припадало 87,2 чоловіків;  на 100 жінок у віці від 18 років та старших — 87,6 чоловіків також старших 18 років.
Середній дохід на одне домашнє господарство  становив 37 940 доларів США (медіана — 26 250), а середній дохід на одну сім'ю — 43 884 долари (медіана — 39 375). За межею бідності перебувало 30,5 % осіб, у тому числі 39,9 % дітей у віці до 18 років та 28,8 % осіб у віці 65 років та старших.
Цивільне працевлаштоване населення становило 369 осіб. Основні галузі зайнятості: освіта, охорона здоров'я та соціальна допомога — 30,4 %, роздрібна торгівля — 18,4 %, виробництво — 12,2 %, мистецтво, розваги та відпочинок — 9,5 %.